# Leandro Gareca
Leandro Gareca Cardona (Monteagudo, Bolivia; 23 de enero de 1991) es un futbolista boliviano. Juega como defensa.

## Selección nacional
Participó del Campeonato Sudamericano Sub-20 del año 2011 realizado en Perú con la Selección de fútbol sub-20 de Bolivia, jugó 1 partido.

## Clubes
| Club                   | País     | Año         |
| ---------------------- | -------- | ----------- |
| Universitario de Sucre | Bolivia  | 2010        |
| Figueirense F. C.      | Brasil   | 2011        |
| Independiente FBC      | Paraguay | 2012        |
| Universitario de Sucre | Bolivia  | 2013 - 2016 |
| Real Potosí            | Bolivia  | 2017        |
| C. A. Nacional Potosí  | Bolivia  | 2018        |
| Real Monteagudo        | Bolivia  | 2020        |